# Лемеши (Псковская область)
Лемеши — деревня в Невельском районе Псковской области России. Входит в состав сельского поселения «Лобковская волость».
Находится в 4 верстах юго-западнее деревни Усово и примерно в 20 верстах к юго-востоку от города Невель.

## Население
Численность населения деревни на конец 2000 года составляла 16 жителей.